# Erycinae
Sous-famille
Les Erycinae sont une sous-famille de serpents de la famille des Boidae.

## Répartition
Les espèces de cette sous-famille se trouvent de l'Afrique de l'Ouest jusqu'en Inde ainsi que dans l'ouest des États-Unis.

## Liste des genres
Selon BioLib (9 juin 2024) :
- Calabaria Gray, 1858
- Charina Gray, 1849
- Eryx Daudin, 1803
- Gongylophis Wagler, 1830
- Lichanura Cope, 1861

Selon The Reptile Database (9 juin 2024) :
- Eryx Daudin, 1803

## Publication originale
- Bonaparte, 1831 : Saggio di una distribuzione metodica degli animali vertebrati. Antonio Boulzaler, Rome (texte intégral).